# Évelyne Ugaglia
Évelyne Ugaglia, née le 9 juillet 1952, est une conservatrice du patrimoine française qui a dirigé le musée Saint-Raymond, musée archéologique de Toulouse de 2010 à 2018.

## Biographie
Évelyne Ugaglia est née le 9 juillet 1952, dans une famille d'origine italienne, son grand-père avait immigré en France. Elle a passé son enfance à La Romieu dans le Gers.
Elle fait ses études à l'université Toulouse-Jean-Jaurès, où elle obtient une maîtrise en archéologie médiévale, en réalisant un mémoire sur l'architecture de la collégiale Saint-Pierre de La Romieu.
Elle participe à plusieurs chantiers archéologiques, notamment dans la cour Napoléon dans le cadre des fouilles du Grand Louvre (1984), des abords de l'abbaye Saint-Pierre de Moissac (1985) et des sépultures de l'atelier des potiers de Sallèles-d'Aude en 1987 sous la direction de Fanette Laubenheimer.
Elle est conservatrice-adjointe du musée Saint-Raymond de 1985 à 1994, période durant laquelle elle s'occupe de l’inventaire et du classement des collections et assure le commissariat de plusieurs expositions. Puis elle participe à la rénovation du musée, à la mise en valeur des fouilles menées durant deux années dans le sous-sol du bâtiment et à la mise en place d'une nouvelle présentation des collections de 1994 à 1999. Elle est responsable de la première exposition après la réouverture, Les arts du métal en 1999.
En février 2010, elle succède à Daniel Cazes à la direction du musée, de la basilique Saint-Sernin, de l’amphithéâtre romain de Purpan-Ancely, de la piscine romaine d'Ancely, de l'église Saint-Pierre-des-Cuisines et des vestiges de la tour romaine près de l'actuel conservatoire.
Elle est nommée conservatrice en chef du patrimoine du Musée des Antiques de Toulouse.
En novembre 2016 elle accueille l'événement Museomix, ouvrant les portes du musée à des équipes de bénévoles venus imaginer des dispositifs de médiation autour des collections.
Entre 2016 et 2018 elle a coordonné la rénovation complète des trois niveaux d'exposition permanente du musée.
En 2017 elle est commissaire de Rituels grecs, une expérience sensible, exposition ayant reçu le label Exposition d’intérêt national.
Elle prend sa retraite le 30 avril 2018. C'est Laure Barthet qui lui succède à la tête du musée Saint-Raymond.

## Commissariat d'expositions
- Ave Alix. Aspects de la civilisation romaine
- Aspects de l'art des Étrusques
- Amphithéâtres romains. Les arènes de Toulouse-Purpan
- Les gladiateurs
- Dix ans d’archéologie en Midi-Pyrénées. De l'âge du fer aux temps barbares
- Palladia Tolosa
- Art grec. De la terre à l'image
- Le cirque romain
- Archéologie toulousaine. Antiquité et haut Moyen Âge découvertes récentes (1988-1995)
- Le regard de Rome 1995 – 1996. Portraits romains des musées de Mérida, Toulouse et Tarragona
- Les arts du métal (1999)
- L'or de Tolosa (2001)
- Terre d’Italie. Collection italiote du musée Calvet d’Avignon (2002)
- Mémoire grecque (2003)
- Archéologie à Toulouse en 2002 – 2003. Dernières découvertes (2003)
- Gaulois des pays de Garonne, IIe – Ier siècle avant J.-C. (2004)
- Métropolis. Transport souterrain et archéologie urbaine à Toulouse 1990-2007 (2007)
- La voie de Rome. Entre Méditerranée et Atlantique (2009)
- Héritage gaulois. Les bronzes guerriers de Tintignac-Naves (Corrèze) (2009)
- Ex-pots cassés. Histoires de restauration (2010)[1]
- Brut de fouilles ! Toulouse – Niel (2012)
- Annie Favier. La poétique des ruines (2012-2013)
- Potiers et peintres antiques d'Italie du Sud - Portet-sur-Garonne (2013)
- Rituels grecs. Une expérience sensible (2017)[9],[10]

## Publications
- Rituels grecs : une expérience sensible, Toulouse, Musée Saint-Raymond, 2018, 173 p. (ISBN 978-2-909454-42-9), notices par Évelyne Ugaglia[5]
- Collectif, Annie Favier. La poétique des ruines, Toulouse, Musée Saint-Raymond, 2012, 55 p. (ISBN 978-2-909454-35-1 et 2-909454-35-5)
- Collectif, L'Essentiel des collections du musée Saint-Raymond, musée des Antiques de Toulouse, Toulouse, Musée Saint-Raymond, 2011, 63 p. (ISBN 978-2-909454-31-3 et 2-909454-31-2)
- Collectif, Ex-pots cassés, Toulouse, Musée Saint-Raymond, 2011, 91 p. (ISBN 978-2-909454-31-3 et 2-909454-31-2)
- Évelyne Ugaglia, « Musée Saint-Raymond. Le nu grec dans la peinture des vases attiques », Midi-Pyrénées Patrimoine,‎ printemps 2010, p. 34
- Collectif, Métropolis : Transport souterrain et archéologie urbaine à Toulouse-1990-2007, Toulouse, Tisséo-SMTC/Musée Saint-Raymond, 2007, 195 p. (ISBN 978-2-909454-25-2 et 2-909454-25-8)
- Collectif, Gaulois des pays de Garonne IIe-Ier siècle avant J.-C. : Guide de l'exposition présentée au Musée Saint-Raymond, musée des Antiques de Toulouse du 22 mai 2004 au 9 janvier 2005, Toulouse, Musée Saint-Raymond, 2004, 92 p. (ISBN 2-909454-19-3)
- Collectif, L'or de Tolosa, Musée Saint-Raymond, Éditions Odyssée, 2001, 175 p. (ISBN 2-909478-14-9)
- Collectif, Les arts du métal : du Chalcolithique à l'époque romaine, Toulouse, Musée Saint-Raymond, 1999, 71 p. (ISBN 2-909454-11-8)
- Quitterie Cazes, Évelyne Ugaglia et Daniel Cazes, « Toulouse « Tolosa » Collège Saint-Raymond », ADLFI. Archéologie de la France - Informations, Midi-Pyrénées, CNRS,‎ 1998 (lire en ligne)
- Collectif, L'art grec au musée Saint-Raymond. Catalogue raisonné d'une partie de la collection, Toulouse, Musée Saint-Raymond, 1993, 171 p. (ISBN 2-909454-01-0)
- Collectif, Le Cirque romain : [exposition, Toulouse, Musée Saint-Raymond, 1990], Toulouse, Musée Saint-Raymond, 1990, 141 p. (ISBN 2-9500977-9-0)
- Collectif, Palladia Tolosa. Toulouse romaine, Toulouse, Musée Saint-Raymond, 1988, 191 p. (ISBN 2-9500977-5-8)
- « Tarn-et-Garonne. Fouilles sous le porche de l'abbatiale de Moissac », Bulletin monumental,‎ 1987, p. 313-314
- « La Collégiale Saint-Pierre, La Romieu », Association pour la promotion de l'archéologie en Midi-Pyrénées (Sorèze),‎ 1985, p. 32 p. (lire en ligne)
- avec Bernard Pousthomis, « Découverte de poteries et verres dans le palais cardinalice de la Romieu (Gers) », Archéologie du Midi Médiéval,‎ 1984, p. 137-150 (lire en ligne)
- « La scénographie, le présent et le passé face à face, », séminaire Le passé au présent : les passeurs du patrimoine. 1. Conservation, transmission. Vidéo de conférence, Toulouse, Université Toulouse-Jean Jaurès,‎ 20 janvier 2015 (lire en ligne)

## Sociétés savantes
- 1989 : membre correspondant de la société archéologique du Midi de la France[11]

## Décorations
- Chevalière de l'ordre des Arts et des Lettres Elle est faite chevalière le 17 janvier 2013[12]
- Chevalière de l'ordre national du Mérite Elle est faite chevalière le 15 novembre 2018[13].